# Диамперский собор

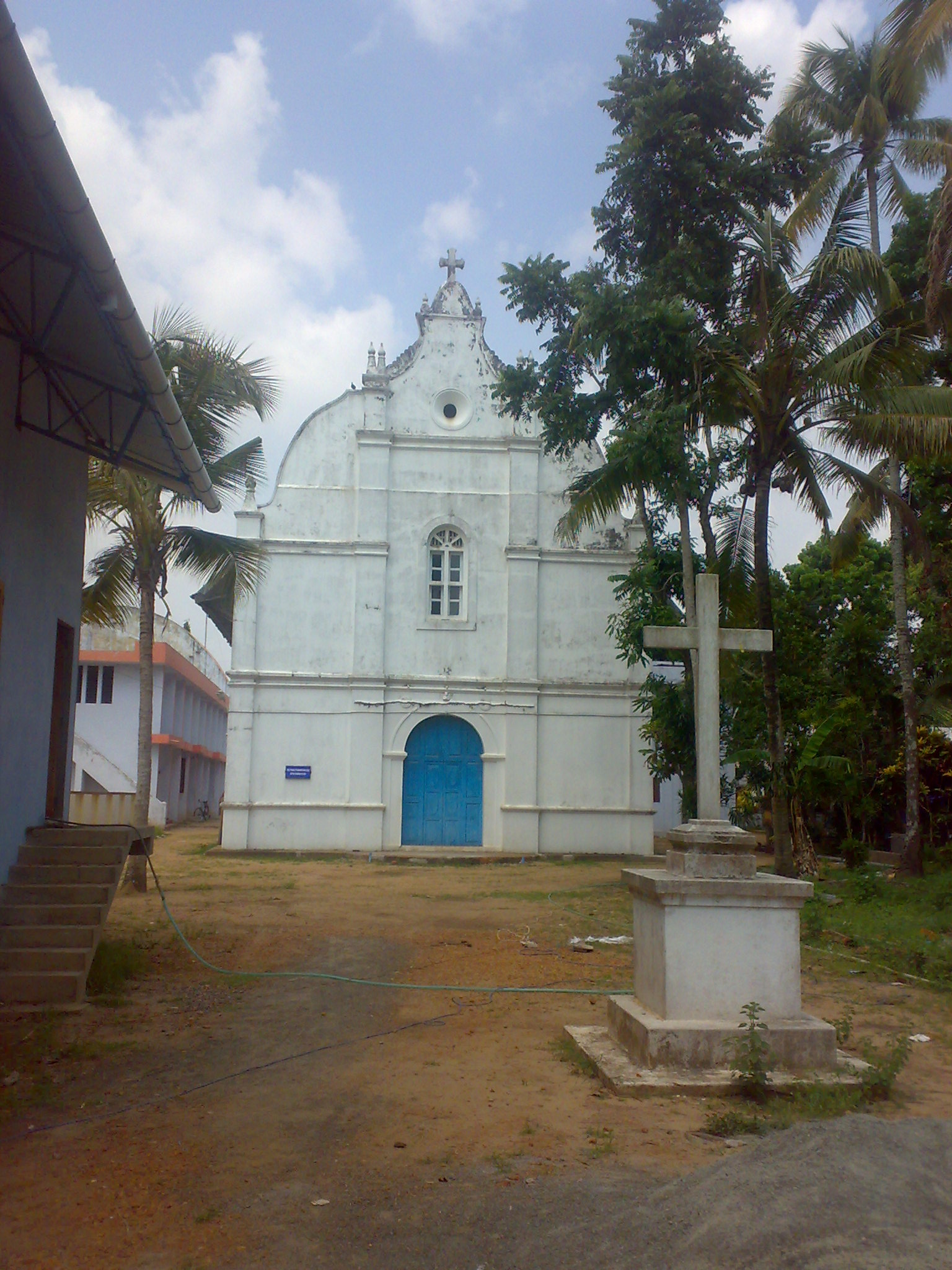
Сиро-малабарская церковь в Удаямперуре

Диамперский собор (малаял. ഉദയംപേരൂർ സൂനഹദോസ്) — собор духовенства и мирян Малабарской церкви, проходивший в деревне Диампер с 20 по 29 июня 1599 года, на котором была заключена уния с Римско-католической церковью.

## Предыстория
С XII века географически удалённая индийская часть Церкви Востока начала переживать кризис и распад иерархических структур. Серрская епархия (на территории современного штата Керала) Церкви Востока возглавлялась представителями клана Пакаломаттом. В XVI веке в Индию прибыли португальцы. Первоначально португальские миссионеры приняли «несторианский» характер местной церкви, но к концу века они решили активно привести христиан Святого Фомы к полному общению с Римом и к латинскому обряду. На местных кафедрах были утверждены португальские епископы. В 1595 году в Индию прибыл архиепископ Гоа Алежу де Менезеш. Последний «несторианский» епископ Серрский Мар Абрахам перед смертью в 1597 году назначил своим преемником архидиакона Георгия. Архиепископ Гоа Менезеш назначил иезуита Франсишку Родригиша (Роса) главой Серрской епархии. Георгий призвал не принимать епископов из Ватикана и не допускать изменений в церковном вероучении. В декабре 1598 года Менезеш покинул Гоа для посещения приходов, рукополагая в ходе своих визитов священников, чтобы склонить на свою сторону индийцев, при этом Георгий отлучил около 100 ставленников Менезеша. Однако вскоре Менезеш и Георгий примирились и в мае 1599 года было принято решение о проведении церковного собора в Кочине, на котором обязаны были присутствовать все священники и по 4 мирянина от каждого прихода.

## Ход собора

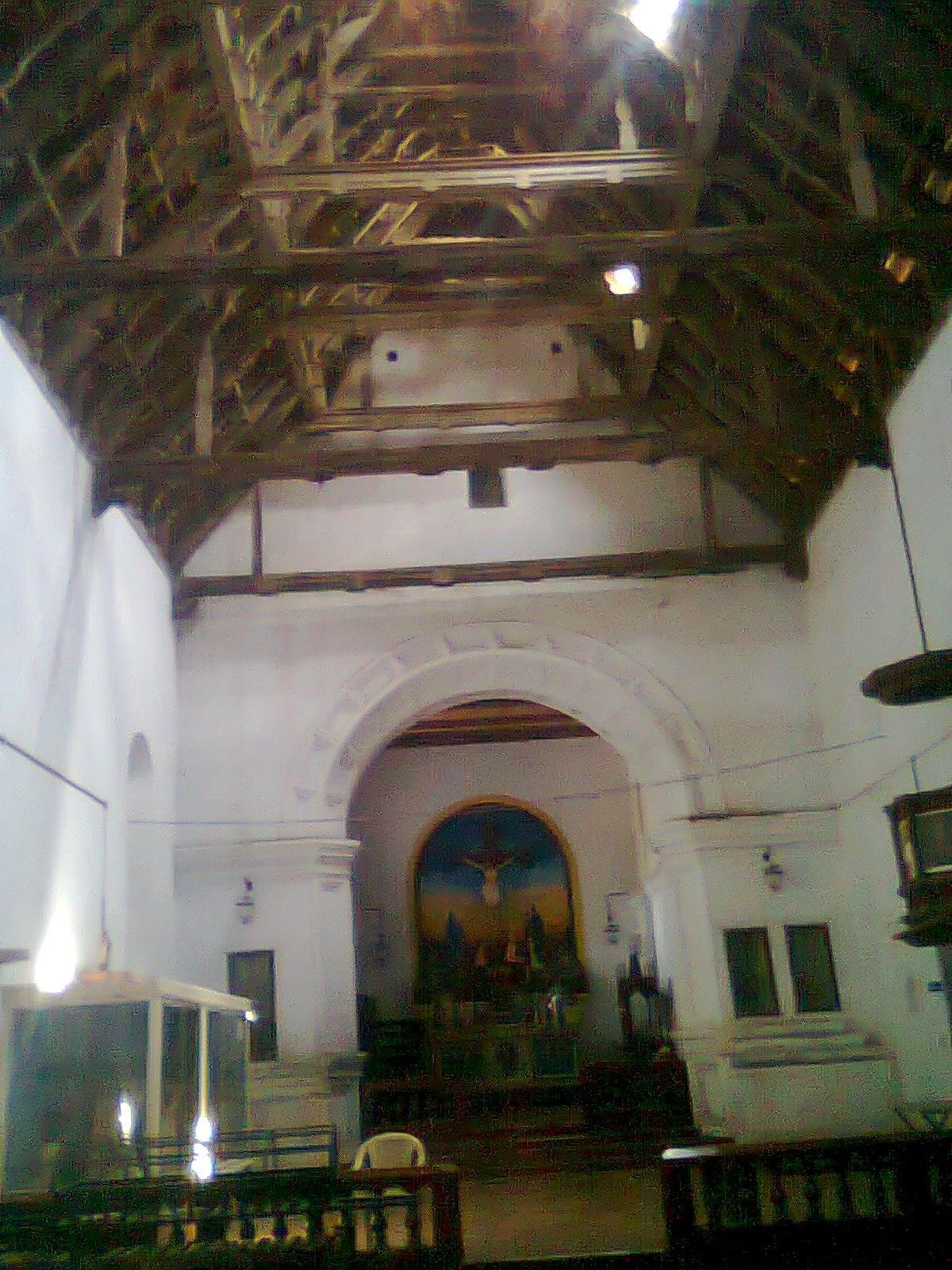
Интерьер храма, в котором проходил Диамперский собор

Собор проходил c 20 по 29 июня 1599 года, в заседаниях приняли участие 153 клирика, 660 мирян, представители португальских и индийских властей. 21 июня было провозглашено исповедание веры, основанное на постановлениях Тридентского собора (1545—1563), а также отречение от догматов Церкви Востока. По воспоминаниям Франсишку Родригиша обсуждения принимаемых канонов не было. Итоговый документ собора состоял из девяти частей: «Вводная часть», «Речь архиепископа и исповедание веры», «Об ошибках в вере индийских христиан, о праздниках и почитании святых», «О таинствах Крещения и Конфирмации», «Догмат о таинстве Евхаристии», «О епитимии и помазании», «О таинствах Священства и Брака», «О преобразованиях в Церкви», «Об исправлении предания».
На соборе было объявлено об отречении от «несторианских заблуждений» и латинизации литургии. В литургическую практику было введено чтение Никейского Символа веры и поминание римского папы во время богослужения, отменялось преломление и напоение вином хлеба (всего было внесено 20 изменений). Индийские христиане приняли Филиокве, иконопочитание, признали непорочное зачатие Девы Марии, все принятые Католической церковью Вселенские соборы (особенно Эфесский и Тридентский), для духовенства был введён целибат. Делегаты предали анафеме  католикоса-патриарха Церкви Востока, ересь Нестория и пообещали послушание и подчинение римскому понтифику. Священное Писание было приведено в соответствие с Вульгатой, а также запрещены книги содержащие несторианские заблуждения и искажения: «Детский возраст Христа», «История Девы Марии», «Первоевангелие Иакова», «Драгоценная жемчужина» (где Дева Мария именуется матерью Христа, а не Богородицей), «Жизнь игумена Исаии» (где осуждается святитель Кирилл Александрийский), «Книга патриарха Тимофея» (в которой утверждается, что в таинстве Евхаристии присутствует не истинное Тело Христово, а мнимое) и «Толкование Евангелия».

## Последствия
Католическая энциклопедия отмечает печальные последствия собора для богослужения малабарских христиан:

«Единственным случаем, когда древний восточный обряд был преднамеренно латинизирован является случай малабарских христиан-униатов, где это было вызвано не римской властью, а ошибочным рвением Алежу де Менезеша, архиепископа Гоа, и его португальских советников на Диамперском соборе (1599), которые исказили древний малабарский обряд».
Установление в Малабарской Церкви латинского священноначалия и насильственная литургическая латинизация привели к тому, что в 1653 году большинство индийских христиан решили отказаться от унии. Действия латинских иерархов привели к тому, что в 1653 году группа местных христиан поклялись у поклонного креста в Маттанчери никогда не покоряться Ватикану и порвали с Католической церковью. В 1661 году папа Александр VII направил делегацию кармелитов во главе с халдейскими католиками, чтобы восстановить восточно-сирийские обряды под восточно-католической иерархией. К следующему году большинство общин (72 %) вернулись в общение со Святым Престолом, образовав Сиро-малабарскую католическую церковь. В XVII веке часть малабарских христиан, отказавшихся от унии с Римской церковью обратились к Антиохийскому патриарху «монофизитской» Сирийской церкви с просьбой вступить с ней в общение. В 1665 году яковитский епископ Иерусалимский Мар Григорий Абд аль-Джалиль рукоположил члена клана Пакаломаттом Мар Фому в митрополита Маланкарского и провёл изменения в церковной жизни: упразднил Филиокве, утвердил почитание первых трёх Вселенских соборов и утвердил христологическую формулу о единой богочеловеческой природе Христа. Таким образом часть бывших христиан Церкви Востока вступила в общение с яковитами и образовала Маланкарскую церковь. С 1685 года в Индию яковитскими патриархами были направлены несколько делегаций, которые вели деятельность против последствий латинизации индийских христиан (введение целибата, почитание статуй святых, совершение литургии на бесквасном хлебе, отмена ряда постов). В начале XVIII века представитель католикоса-патриарха Церкви Востока Илии X (XI) митрополит Азербайджанский Гавриил вернул в лоно Церкви Востока церкви 42 католических прихода. Однако после смерти Гавриила в 1730 году эти приходы перешли в яковитскую церковь.